# João Paulo Bravo
João Paulo Bravo (San Paolo, 7 gennaio 1979) è un allenatore di pallavolo ed ex pallavolista brasiliano, di ruolo schiacciatore, assistente allenatore dell'Arkas.